# The Proclaimers
The Proclaimers sono un gruppo musicale scozzese composto dai gemelli Charlie e Craig Reid (Leith, 5 marzo 1962). Sono conosciuti prevalentemente per le canzoni Letter from America, I'm on My Way e I'm Gonna Be (500 Miles), utilizzate nelle colonne sonore di vari film, fra cui Shrek.

## Carriera
Craig Reid e Charlie Reid sono nati a Leith nel 1962, e sono cresciuti a Edimburgo, in Cornovaglia e ad Auchtermuchty. Dopo essere stati in svariate band punk rock a scuola, hanno formato The Proclaimers nel 1983.
La coppia è giunta all'attenzione del pubblico quando un gruppo di fan di Inverness ha mandato un loro demo alla band inglese The Housemartins, che ne rimase colpita e li invitò nel loro tour del 1986 nella Gran Bretagna.
I Proclaimers sono dichiaratamente tifosi dell'Hibernian, squadra di calcio scozzese originaria di Leith, Edimburgo. A tal proposito, al termine di ogni vittoria importante vengono suonate le canzoni Sunshine on Leith e I'm on My Way.
Nel 2013, la Black Camel Picture ha prodotto un musical intitolato Sunshine on Leith, diretto da Dexter Fletcher, interamente basato sulle canzoni più note dei Proclaimers.

## Il successoI'm Gonna Be (500 Miles)
Il brano I'm Gonna Be (500 Miles) compare in vari film e serie televisive: fa parte della colonna sonora del film di Ken Loach La parte degli angeli (2012), del film di Jeremiah S. Chechik Benny & Joon (1993), del film di John Landis Ladri di cadaveri - Burke & Hare (2010), dell'episodio Insanity (1x03) della serie Togetherness (2015), dell'episodio Readiness is all / Pronti a tutto (9x23) della serie Grey's Anatomy, dell’episodio Fiasco (1x5) della serie Slow Horses di Apple tv, dell'episodio La condanna dell'orologio a cucù (1x3) della serie Piccoli brividi (serie televisiva 2023) di Disney+. Inoltre viene citata nella serie televisiva How I Met Your Mother: è l'unica canzone che possa girare nella macchina di Marshall (una Pontiac Fiero) poiché la cassetta è da anni incastrata nell'autoradio.
L'attore scozzese David Tennant è un loro grandissimo fan al punto che, al termine della sua avventura nella serie britannica Doctor Who, è stato registrato un video di saluto in cui l'attore balla a turno con tutti gli altri membri del cast e con gli stessi Proclaimers sulle note di I'm Gonna Be (500 Miles).
La canzone ha acquisito una grande notorietà in occasione del Sei Nazioni di rugby e dei match della Scozia, essendo diventata la "After Try Song" dello Stadio di Murrayfield, la canzone lanciata dallo speaker dopo una meta. In occasione dell'Hong Kong Sevens 2019 l'ex giocatore di rugby Sébastien Chabal ha inciso una cover del brano. Il 6 aprile 2019 il giocatore si è esibito all'Hong Kong Stadium cantando questo brano.
Colonna sonora presente nel film Te Quiero Imbecil (2020).

## Discografia
- 1987 - This Is the Story
- 1988 - Sunshine on Leith
- 1990 - King of the Road
- 1994 - Hit the Highway
- 2001 - Persevere
- 2002 - The Best of The Proclaimers 1987-2002 (CD/DVD)
- 2003 - Born Innocent
- 2004 - Finest
- 2005 - Restless Soul
- 2007 - Life With You
- 2009 - Notes & Rhymes
- 2012 - Like Comedy
- 2015 - Let's Hear It for the Dogs
- 2018 - Angry Cyclist